# Masters de Canadá 1970
El Abierto de Canadá 1970 (también conocido como 1970 Rothmans Canadian Open por razones de patrocinio) fue un torneo de tenis jugado sobre tierra batida. Fue la edición número 81 de este torneo. El torneo masculino formó parte del circuito ATP. La versión masculina se celebró entre el 12 de agosto y el 18 de agosto de 1970.

## Campeones

### Individuales masculinos
Rod Laver vence a  Roger Taylor, 6–0, 4–6, 6–3.

### Dobles masculinos
William Bowrey /  Marty Riessen vencen a  Cliff Drysdale /  Fred Stolle, 6–3, 6–2.

### Individuales femeninos
Margaret Court vence a  Rosemary Casals, 6–8, 6–4, 6–4.

### Dobles femeninos
Rosemary Casals /  Margaret Court vencen a  Evonne Goolagong /  Pat Walkden, 6–0, 6–1.
| Predecesor: Canadá 1969 | Masters de Canadá 1970 | Sucesor: Canadá 1971 |